# کالیستو (کشتی‌گیر)
امانوئل آلخاندرو رودریگز (زادهٔ ۱۴ نوامبر ۱۹۸۶) یک کشتی‌گیر حرفه ای آمریکایی-مکزیکی است که با دبلیو دبلیو ای قرارداد امضا کرده بود و در آنجا در شوی اسمکدان با نام رینگی کالیستو کشتی می‌گرفت.
در سال ۲۰۰۶، رودریگز اولین حضور خود در کشتی حرفه ای را به‌طور مستقل در میانه غربی ایالات متحده انجام داد و با ماسک و نام رینگی Samuray del Sol (به اسپانیایی "خورشید سامورایی") کار کرد.